# São Martinho (Santa Catarina)
Pour les articles homonymes, voir São Martinho.
São Martinho est une ville brésilienne du littoral de l'État de Santa Catarina.

## Géographie
São Martinho se situe à une latitude 28° 09′ 53″ sud et à une longitude de 48° 58′ 46″ ouest, à une altitude de 38 mètres.
Sa population était de 3 211 habitants au recensement de 2010. La municipalité s'étend sur 225 km2.
Elle fait partie de la microrégion de Tubarão, dans la mésorégion Sud de Santa Catarina.

## Administration
La municipalité est constituée de deux districts :
- São Martinho (siège du pouvoir municipal)
- Vargem do Cedro

## Villes voisines
São Martinho est voisine des municipalités (municípios) suivantes :
- São Bonifácio
- Paulo Lopes
- Imaruí
- Armazém
- Rio Fortuna
- Santa Rosa de Lima

## Personne
- Aloísio Sebastião Boeing (1913-2006), vénérable